# Chateau Frontenac Apartments
Chateau Frontenac Apartments era un edificio de apartamentos ubicado en Detroit, la ciudad más poblada del estado de Míchigan (Estados Unidos). Llevaba el nombre del hotel Chateau Frontenac. Fue incluido en el Registro Nacional de Lugares Históricos en 1991, pero posteriormente fue demolido. Fue eliminado del Registro Nacional en 2020.

## Descripción
El Chateau Frontenac era un edificio de apartamentos de ocho pisos construido con ladrillos color ante, con detalles de terracota de color blanquecino y un techo a cuatro aguas de tejas verdes españolas. El edificio era del Renacimiento mediterráneo con algunos acentos góticos franceses, y cubría un área de planta en forma de "E". La entrada era a través de un pabellón saliente con techo de tejas (la pierna central de la "E") que contenía una fuente de terracota con un motivo de delfines. El primer piso había levantado ladrillos cada nueve hileras aproximadamente, dando la apariencia de oxidación.
Se utilizaron diferentes enlaces de ladrillo para agregar interés de textura. Sobre las ventanas del segundo piso se insertaron motivos de terracota en forma de abanico. Se colocaron cartuchos de terracota entre las ventanas del último piso y debajo del techo se colocaron soportes decorativos para aleros de terracota. Ventanas saledizas de tres lados con paneles múltiples que se proyectan hacia el patio.
El interior del edificio tenía originalmente 102 apartamentos. Los elementos decorativos incluían molduras de madera y cornisas de pasillo con motivos de hojas.

## Historia
Los apartamentos Chateau Frontenac fueron originalmente diseñados y propiedad del arquitecto J. Will Wilson. El Chateau Frontenac fue uno de varios edificios de apartamentos de alta calidad que se abrieron a lo largo de avenida East Jefferson en las primeras décadas del siglo XX. Sin embargo, Wilson aparentemente tuvo problemas financieros durante la construcción del edificio y se vio obligado a vender el edificio en 1927. El edificio tuvo una sucesión de propietarios desde ese momento hasta su eventual demolición.